# Феодосій (Василевич)
Єпископ Феодосій (Василевич або Баєвський) — єпископ Київської митрополії Константинопольського патріархату, єпископ Мстиславський, Могильовський та Оршанський.

## Біографія

### Ранні роки
Походив з віленської родини простого роду. Початкову освіту отримав у школі православного братства того міста. Розпочав своє чернече життя в монастирі Святого Духа, яким він опікувався. У 1640-х роках вже служив настоятелем монастиря Святого Михаїла Архангела в Києві.
Настоятель Феодосій одержав в 1654 році від гетьмана Богдана Хмельницького універсал за яким монастиреві було передано у володіння Вигурівщину під Києвом. 3 липня 1654 ігумен приймав у монастирі Антіохійського патріарха Макарія під час подорожі того до Москви в супроводі сина – архідиякона Павла Алеппського.
Навчався у Києво-Братській колегії. Пізніше викладав в ній піїтику в 1646—1647 роки, риторику в 1647—1648 роки, філософію в 1649—1651 роки.

### Архімандрит
Під час повстання Хмельницького кілька разів їздив на литовські землі. У 1654 році на короткий час схилявся до прихильників включення Київської митрополії до Московського патріархату, але в підсумку залишився на позиції збереження існуючої юрисдикції Київської митрополії. Сам Богдан Хмельницький називав його святою, досвідченою і дуже мудрою людиною, вірною православ’ю. Розгніваний цар вимагав від патріарха Московського Никона піддати архімандрита Феодосія анафемі, на що священнослужитель відмовився. Никон пояснив це тим, що не має права таким чином втручатися в діяльність непідпорядкованої йому адміністрації Київської митрополії. Проте через московські інтриги Феодосій був змушений піти з посади. Його місце зайняв Теодосій Софонович.
У 1655 році Феодосій (Василевич) був присутній у таборі Януша Радзивілла під Могильовом і намагався переконати мешканців міста передати його військам коронного гетьмана. Він симпатизував козакам, був близьким другом Івана Виговського, співпрацював з київським митрополитом Діонісієм. Попри тісні зв'язки з козаками, він дбав про те, щоб підпорядковані йому чернечі громади (монастир у Слуцьку та його філії) залишалися лояльними до Речі Посполитої.

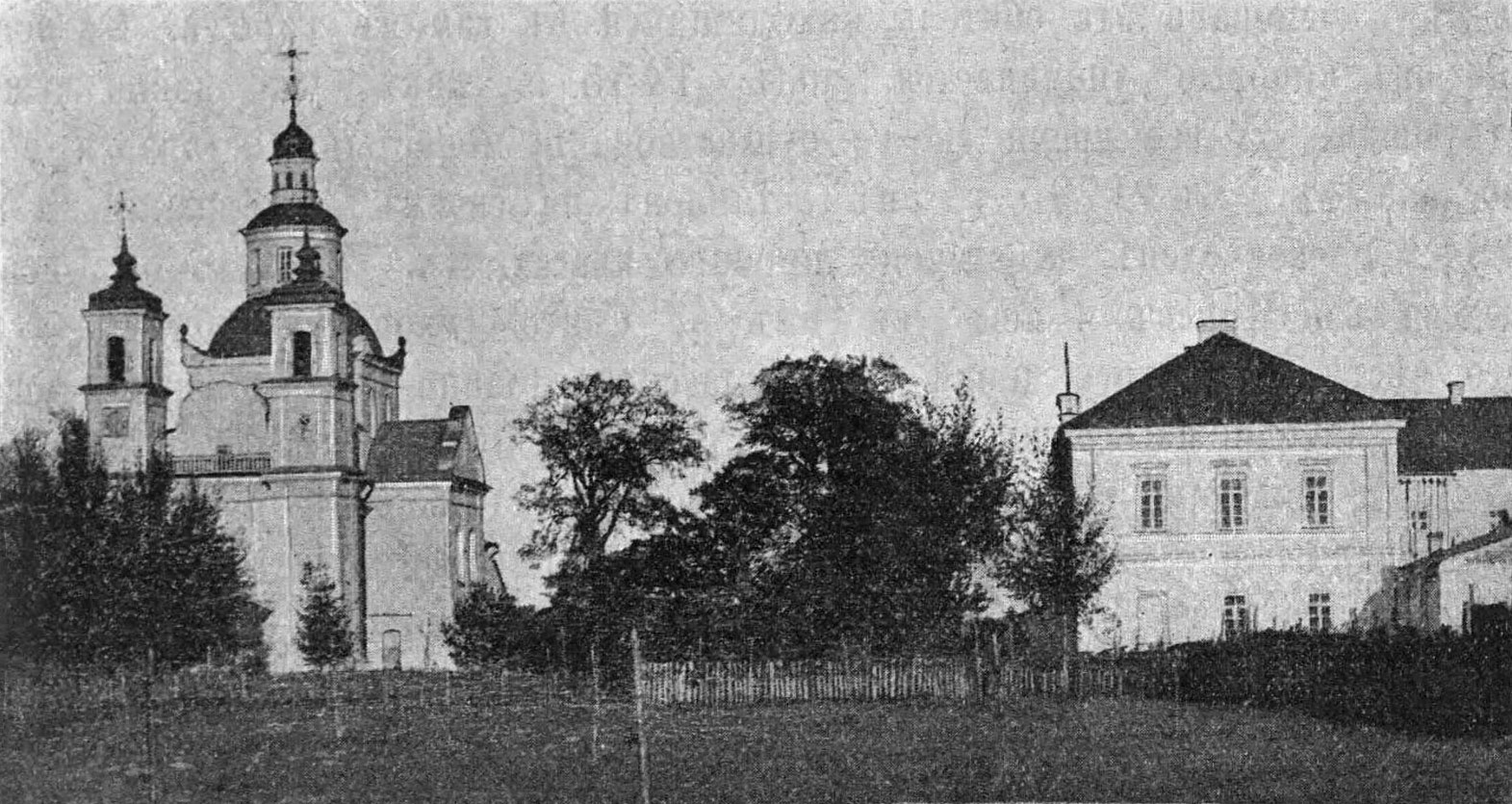
Слуцький Троїцький монастир. Фото 1909 року.

Покинувши Київ, Феодосій Васильович став архімандритом Слуцького Свято-Троїцького монастиря, одного з найважливіших православних монастирів Речі Посполитої. Вже листах 1655 року Феодосія називають «намісником митрополії коронним». У 1659 році митрополит Діонісій Балабан, який здебільшого проживав у Слуцькому монастирі у Василевича, заснував у Слуцьку консисторію на зразок Київської. Благословенний лист київського митрополита Йосипа Нелюбовича-Тукальського (3 грудня 1663 року) підтвердив за Феодосієм право бути «намісником митрополита у Великому князівстві Литовському». З протестації Києво-Печерського монастиря (від 10 липня 1699 року) видно, що Феодосій, коли Слуцька архімандрія у воєнні часи була розорена, років понад десять років жив у Дятловичах та старійшиною Дятловицького монастиря.
Спочатку Феодосій Василевич підтримував добрі стосунки з Богуславом Радзивілом і навіть був посередником у його контактах з козаками. Однак у 1660 році ці стосунки значно погіршилися через конфлікт між Радзивілом і слуцьким архімандритом та настоятелем Лешнського монастиря архімандритом Йосипом за спадщину Марії Радзивіл, дружини Януша Радзивілла. Роком раніше вона залишила у заповіті 600 тис. злотих для Києво-Печерської Лаври, монастирів у Вільно, Вієвісі, Куп'ятичах , Кроні, Мінську та Заблудові. Богуслав Радзивілл відмовився виплатити спадок і звинуватив капелана покійниці отця Волосевича, архімандрита Йосипа Нелюбовича-Тукальського та архімандрита Феодосія у підробці заповіту. Незважаючи на конфлікт, Богуслав Радзивілл продовжував листуватися з священнослужителем і надавав йому різну підтримку, наприклад, оплатив йому військовий супровід, коли той їхав до Варшави на сейм. 

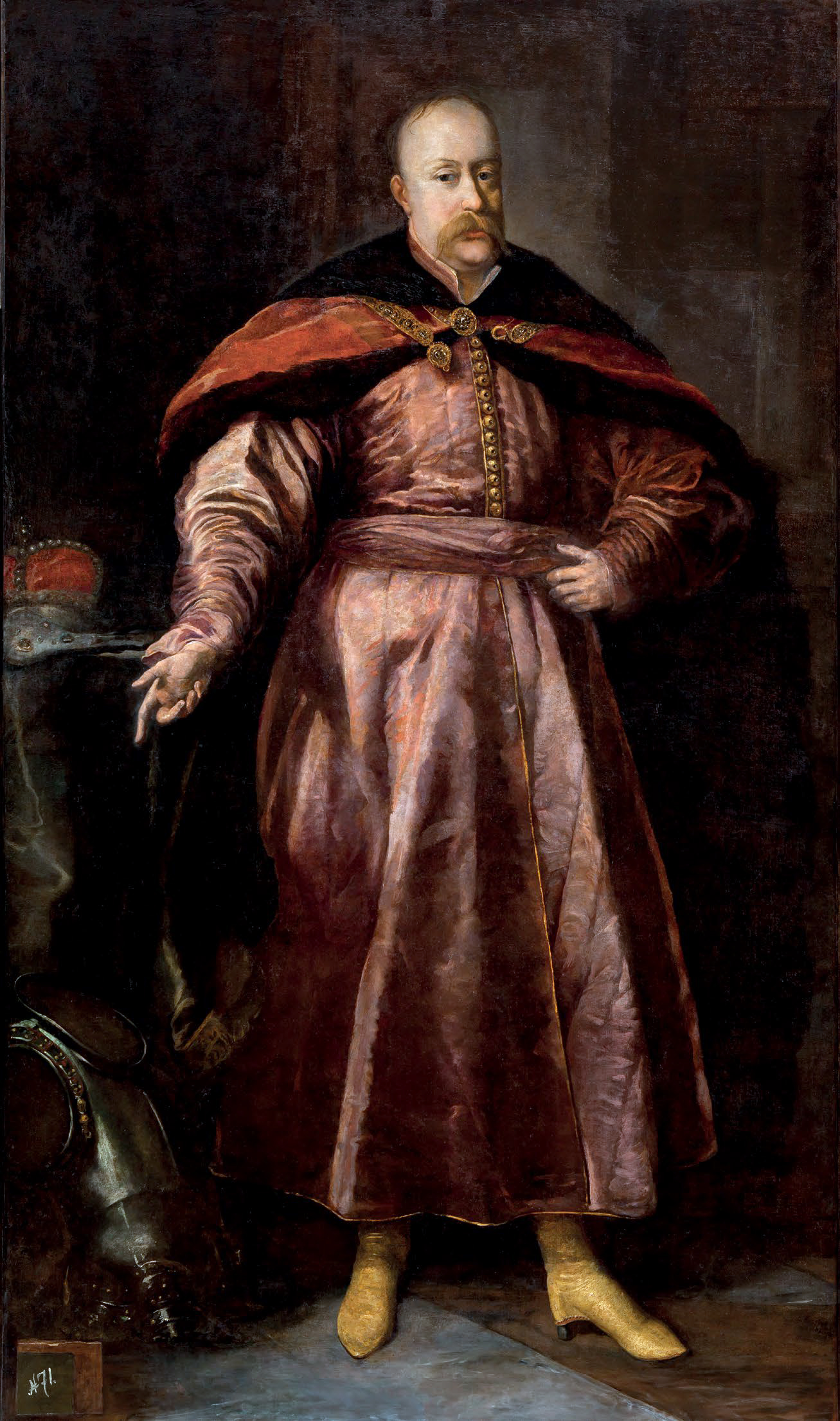
Януш Радзивілл

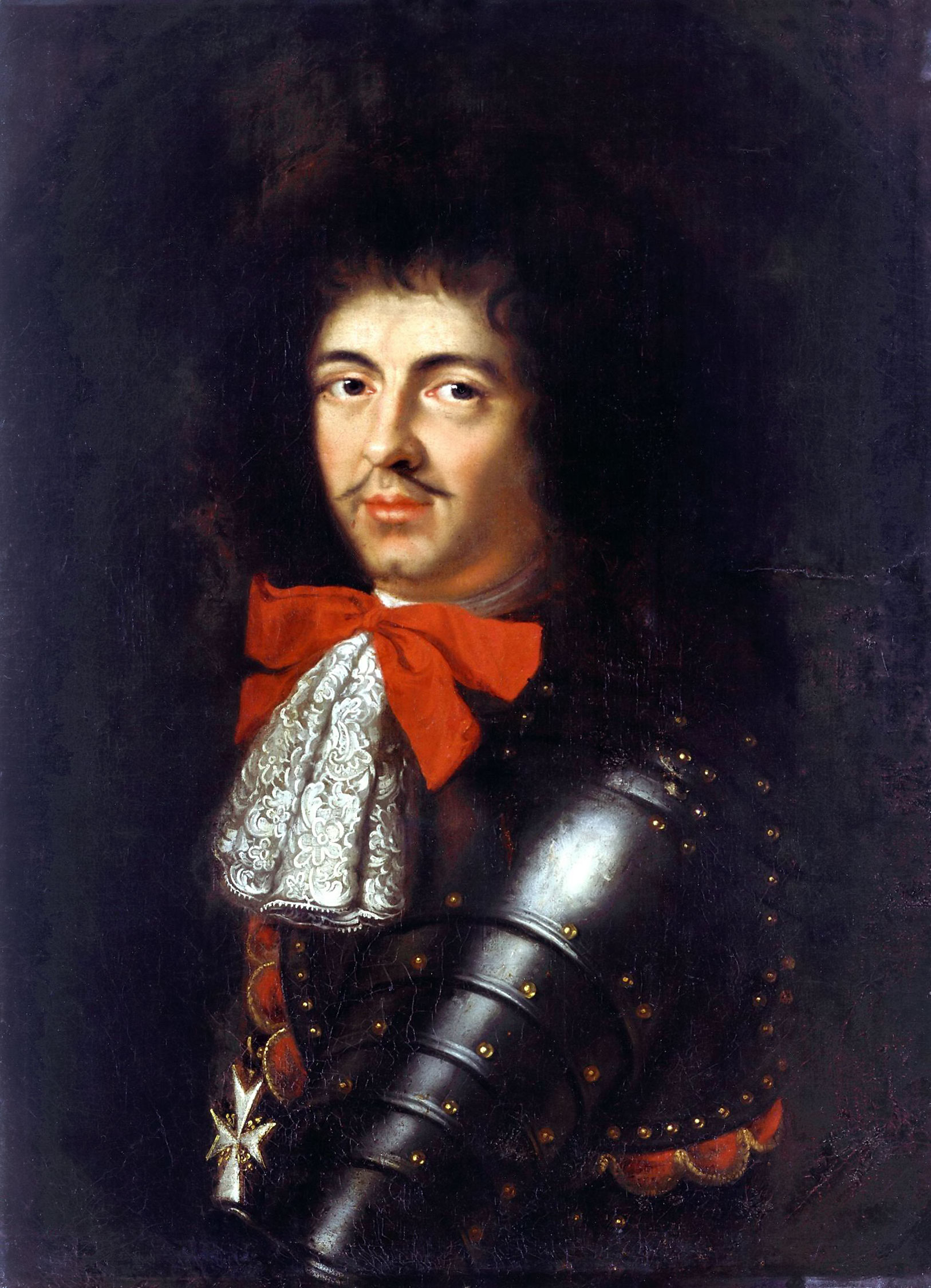
Богуслав Радзивілл

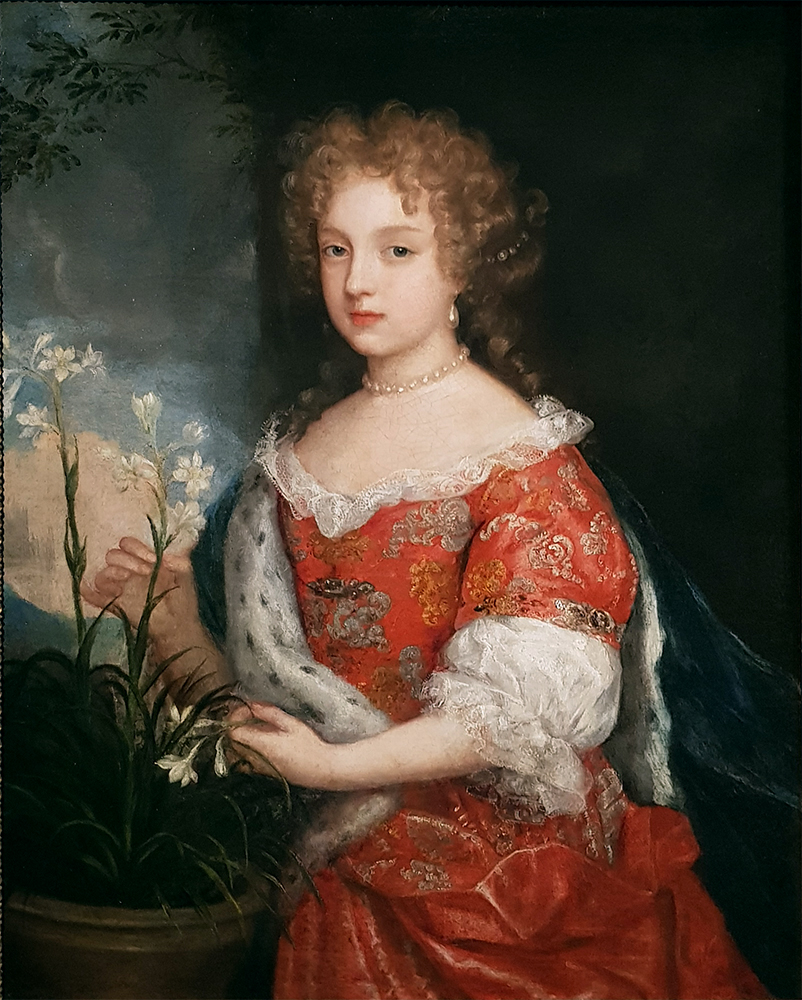
Людовика Кароліна Радзивілл

Проте, Феодосій уже не користувався повною довірою магната, а стосунки з Радзивіллами ще більше погіршилися під впливом його власних амбіцій. Архімандрит був одним із найвпливовіших православних священнослужителів Речі Посполитої. У 1658 році очолюваний ним монастир став тимчасовою резиденцією Київського митрополита Діонісія, а в 1663 році він представляв Львівського єпископа Йосипа на помісному соборі, який мав обрати нового митрополита. На думку сучасників, драматичний перебіг згаданого собору, розкол делегатів і остаточне обрання Йосипа Нелюбовича-Тукальського стали результатом дій слуцького архімандрита.
Після обрання Йосипа Нелюбовича-Тукальського митрополитом, Феодосій Василевич був призначений його намісником у Великому князівстві Литовському. Це означало, що йому було доручено опіку не лише над монастирем у Слуцьку та його філіальними установами, а й над іншими монастирями на чолі з монастирем Святого Духа у Вільнюсі та парафіями, які обслуговувало біле духівництво. Опікуни неповнолітньої доньки Богуслава Радзивілла, Людвіки Кароліни, безуспішно намагалися виселити його зі Слуцька .

### Єпископ
У 1664 році з'їзд духовенства і мирян Білоруської єпархії обрав Феодосія одним із кандидатів на посаду білоруського єпископа. У зв'язку з цим у 1669 році клірик прийняв єпископську хіротонію в Могильові з рук митрополита Гази Паїсія. У 1670 році він відмовився від цієї посади на користь Юзефа Шумлянського. Але через два роки Феодосій домігся королівського привілею на білоруський собор. 
У привілеї польського короля Михайла, складеного у Варшаві в квітні 1672 року, названий єпископом Мстиславським, Оршанським та Могильовським. За свідчення білоруського архідиякона 18 століття Каліста Заленського, Феодосій був номінований у єпископи ще за 5 років до того і лише згодом отримав королівську грамоту. 
До хіротонії на єпископа, в 1670 році під час зустрічі з папським нунцієм, Феодосій представив проєкт нової католицько-православної унії. Він став предметом переговорів між представниками обох конфесій, але врешті був відхилений. Після цього Феодосій вже більше не займався справою розширення Берестейської унії, але до кінця свого життя виступав за збереження Православної Церкви в Речі Посполитій.
Надання привілею Могильовської катедри православному єпископу, а не уніатському, викликало бурхливі протести уніатського митрополита Гавриїла Коленди та його коад'ютора Кипріяна Жоховського. Вони звинуватили Феодосія в тому, що він незаконно прийняв привілей як особа плебейського походження. Протест уніатських ієрархів призвів до того, що в січні 1673 році єпископа Феодосія було викликано до королівського суду, який позбавив його привілею. Священик не з’явився на суд і де-факто продовжував очолювати православні структури у Великому князівстві Литовському, проживаючи не в Могильові, як його попередники, а у відновленому завдяки його зусиллям Свято-Троїцькому Слуцькому монастирі. 
Мандатом короля Яна III 14 березня 1676 року Феодосія було викликано на суд за те, що всупереч декрету про скасування привілею, заправляє духовними справами в усьому Великому князівстві Литовському. Але той самий Ян III Собеський під час коронаційного сейму у Кракові 16 березня 1676 року підтвердив права Феодосія на єпископську катедру. При цьому король милостиво обіцяв, що якби ante et post in contrarium проти єпископа вийшли будь-які листи, рескрипти, судові рішення, Ян III Собеський своїм підтвердженням привілею касирує їх, оголошує несправедливими та недійсними. 
Водночас, 26 квітня 1676 року за скаргою полоцького уніатського архієпископа Кипріяна Жоховського, був виданий королівський мандат із забороною слуцькому архімандриту Феодосію Василевичу користуватись помістями в його володіннях і виконувати обов'язки єпископа. 3 березня 1677 року Феодосій повернув права на користування єпископських володінь. В привілеї від 12 березня 1677 року помістя Києво-Печерського монастиря у Волинському воєводстві, де йдеться про їх адміністрування львівським єпископом Йосипом Шумлянським, є згадка володіння монастиря у Литовському князівстві, якими таким же чином керує Феодосій.

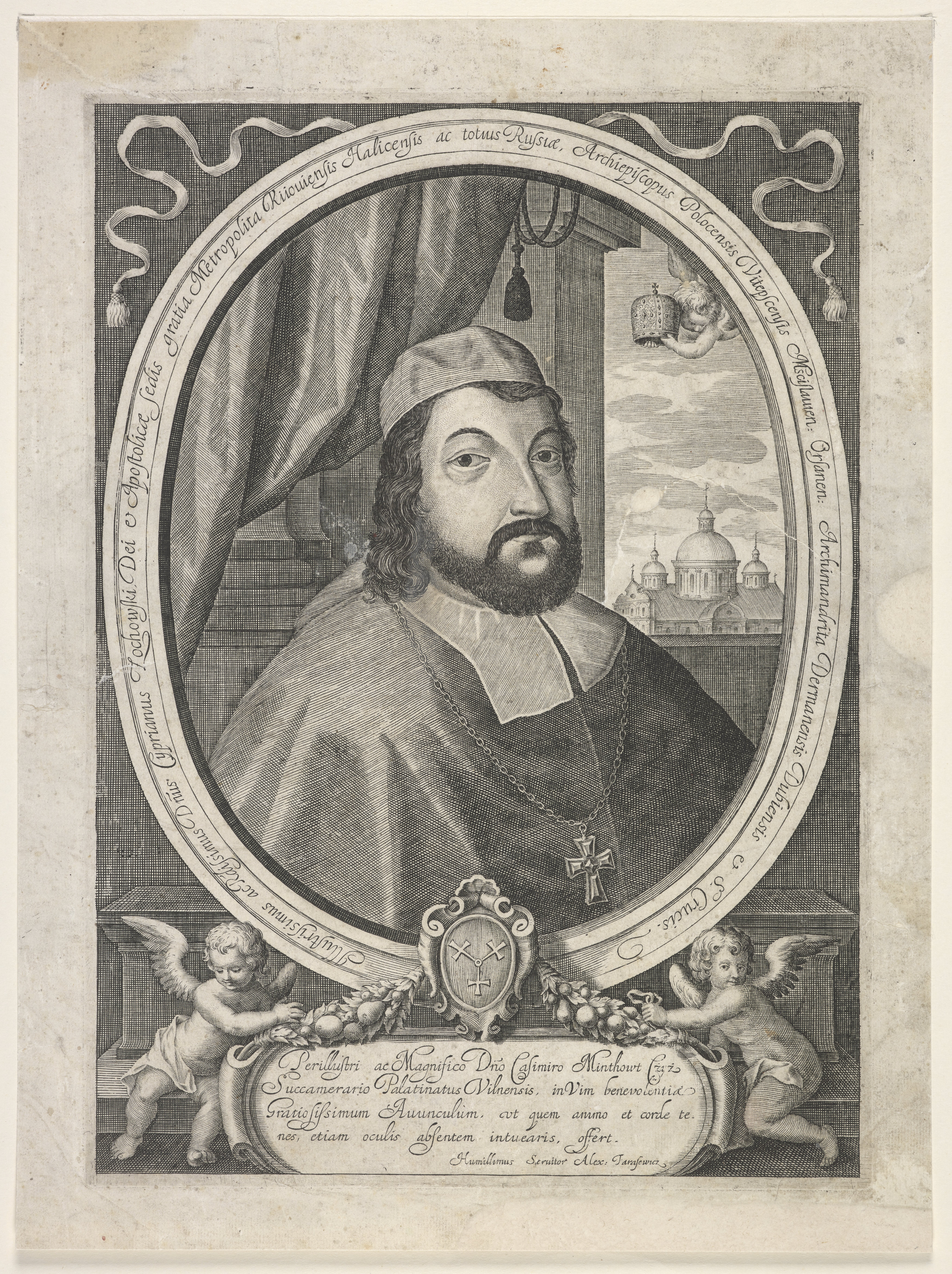
Кипріян Жоховський— уніатський опонент Феодосія.

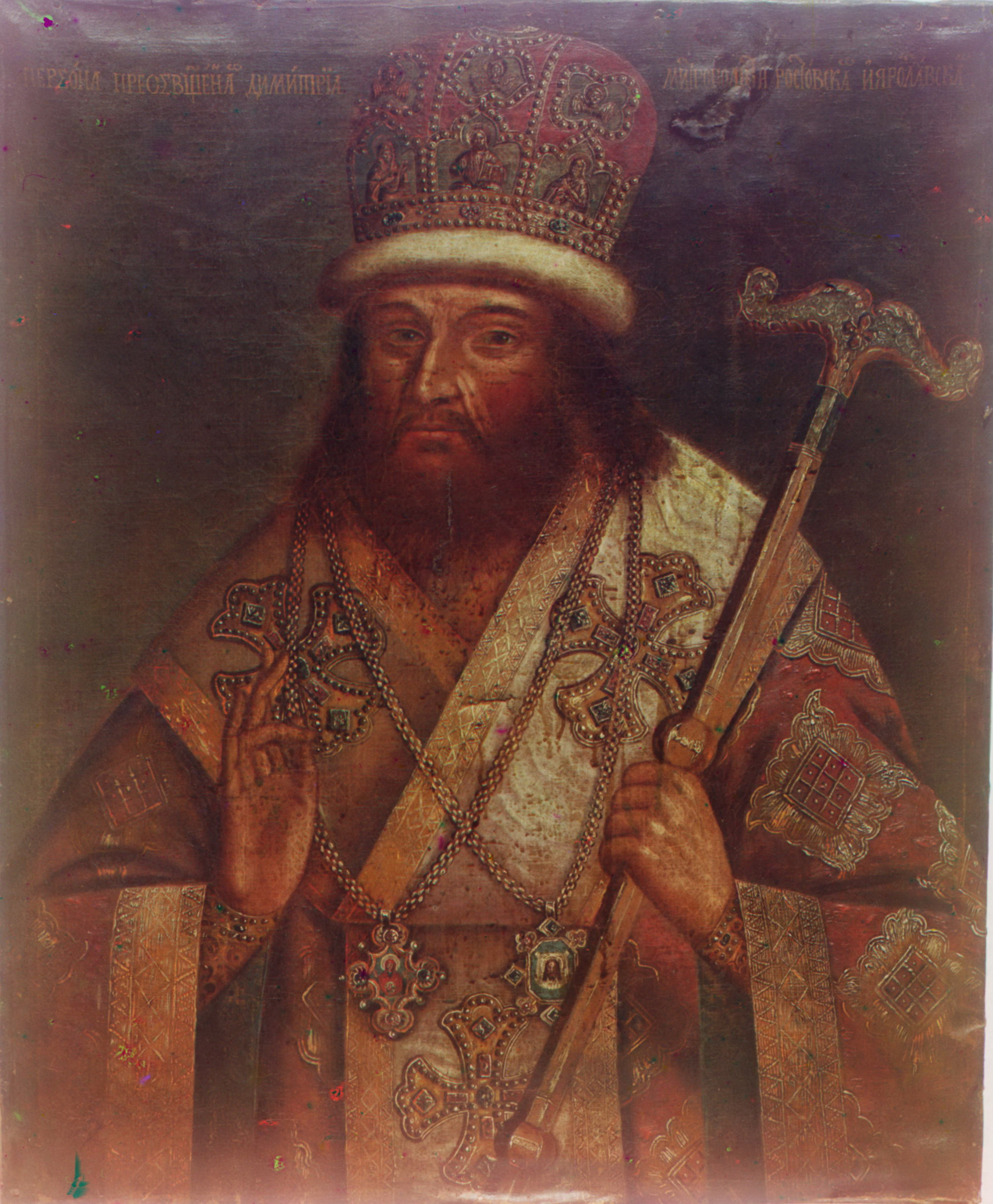
Дмитро Туптало був проповідником у Слуцькому монастирі за єпископа Феодосія.

18 березня 1677 року з'явився заочний декрет асесорського суду. Його спричинила неявка архімандрита Феодосія Василевича до суду навіть після четвертого позову. У декреті привілей Феодосія на єпископську катедру був скасований. Йому заборонялось іменувати себе «білоруським єпископом», висвячуватися, стверджувати православну катедру sedem schismatis figere у Могильові.  
31 березня 1677 року Феодосій Василевич, єпископ мстиславський, оршанський, могильовський та Кипріян Жоховський, митрополит Русі, архієпископ полоцький, вітебський, мстиславський уклали у Варшаві постанову про відстрочку судового процесу між ними до майбутнього сейму. 
14 серпня 1677 року, за «Діаріушом» Дмитра Туптала, Феодосій з кліром і чималою кількістю священників здійснив перенесення чудотворного образу Пресвятої Богородиці у Новодворі зі старої церкви у нову. 
В жовтні 1677 року Феодосій Василевич не зміг з'явитись у Вільно на скарбовий трибунал внаслідок важкої хвороби.
Помер у понеділок 11 березня 1678 року в Любліні. Того ж місяця похований грецьким митрополитом Макарієм Лігарді у Дятловицькому монастирі. Під час поховальної церемонії надгробну промову виголосив Дмитро Туптало, який на той час був проповідником у Слуцькому монастирі.